# Mecynippus
Mecynippus is een kevergeslacht uit de familie van de boktorren (Cerambycidae). De wetenschappelijke naam van het geslacht werd voor het eerst geldig gepubliceerd in 1884 door Bates.

## Soorten
Mecynippus omvat de volgende soorten:
- Mecynippus ciliatus (Gahan, 1888)
- Mecynippus pubicornis Bates, 1884